# Anahata
Anahata – według tradycji hinduskiej ćakra sympatii, miłości i pozytywnych emocji. Ćakra związana z energiami leczniczymi i posiadająca lecznicze właściwości.

## Według C.G. Junga
Ćakra anahata to ośrodek żywiołu powietrza.
Odwrót skutkujący nieutożsamianiem się z emocjami, poprzez rozpoznanie ich czynnika psychogennego, powoduje rozpoczęcie procesu indywiduacji: człowiek zaczyna się stawać tym, co nie jest „ja”, „ja” (ego) odkrywa nieosobową, obiektywną Jaźń (archetyp Jaźni).
Tutaj zachodzi odnalezienie puruszy: istoty, którą my nie jesteśmy, istoty, która nas zawiera; jest ona większa, ważniejsza od nas, istnieje wyłącznie na płaszczyźnie psychicznej, którą Jung nazywa Jaźnią w znaczeniu psychologicznym.

## Elementy lecznicze dla Czakry Serca
W różnych tradycjach duchowych i metafizycznych wierzy się, że różne elementy posiadają właściwości lecznicze dla Czakry Serca. Należą do nich:
- Perły: Symbolizują czystość i są uważane za ochronne, przyciągające szczęście i promujące mądrość. Są związane z równowagą emocjonalną i uważa się, że pomagają w leczeniu czakry serca.[3]
- Różowy Kwarc: Znany ze swojej delikatnej, kochającej energii, jest używany do otwierania, leczenia i aktywacji czakry serca. Promuje miłość, samoakceptację i uzdrawianie emocjonalne.[4]
- Zielony Awenturyn: Uważa się, że pociesza, harmonizuje i chroni serce, przyciągając miłość i ułatwiając uzdrawianie emocjonalne.
- Jadeit: Używany do leczenia emocjonalnego i równoważenia czakry serca, promuje pokój i harmonię.
- Malachit: Znany z wydobywania bólu emocjonalnego i traumy, uważa się, że pomaga w równoważeniu i leczeniu czakry serca.
- Szmaragd: Związany z współczuciem, bezwarunkową miłością i harmonią, szmaragd jest uważany za odżywczy dla czakry serca.

Wierzy się, że te elementy rezonują z energią czakry serca, pomagając w jej leczeniu i równoważeniu. Ważne jest jednak zauważenie, że te wierzenia są częścią praktyk duchowych lub metafizycznych i nie mają podstaw w konwencjonalnej medycynie.